# Braud-et-Saint-Louis

Braud-et-Saint-Louis este o comună în departamentul Gironde din sud-vestul Franței. În 2009 avea o populație de 1.379 de locuitori.

## Evoluția populației
| An        | 1975 | 1982  | 1990  | 1999  | 2006  | 2009  |
| --------- | ---- | ----- | ----- | ----- | ----- | ----- |
| Populație | 991  | 1.753 | 1.260 | 1.305 | 1.346 | 1.379 |